# Vintimille
Vintimille (en italien : Ventimiglia, /ventiˈmiʎʎa/) est une commune italienne de la province d'Imperia en Ligurie, située à la frontière franco-italienne.
Son agglomération regroupe 55 000 habitants.

## Géographie

### Localisation
Vintimille est située à la frontière franco-italienne, du côté italien, à l'extrémité occidentale de la Riviera.
La ville se trouve à 6 km de la frontière, sur les rives de la mer Méditerranée, au débouché de la vallée de la Roya.
Le point culminant de la commune est le mont Grammondo (1 378 m) situé sur la frontière.

### Communes limitrophes
- italiennes : Airole, Camporosso, Dolceacqua, Olivetta San Michele
- françaises : Castellar, Menton (Alpes-Maritimes)

## Toponymie
Albium Intemelium - Ville principale des locuteurs du dialecte ancien Intémélien, située selon Pline l'Ancien rive gauche de la Roya. Strabon traduit ce toponyme par « Intemelium des Alpes ».
Le toponyme Albium s'explique en effet par la racine pré indo-européenne *alb- / albio- / alp- qui signifie : montagne, promontoire (cf. Alpes). Le toponyme donnerait « ville du massif des Intemeliens ».

## Histoire

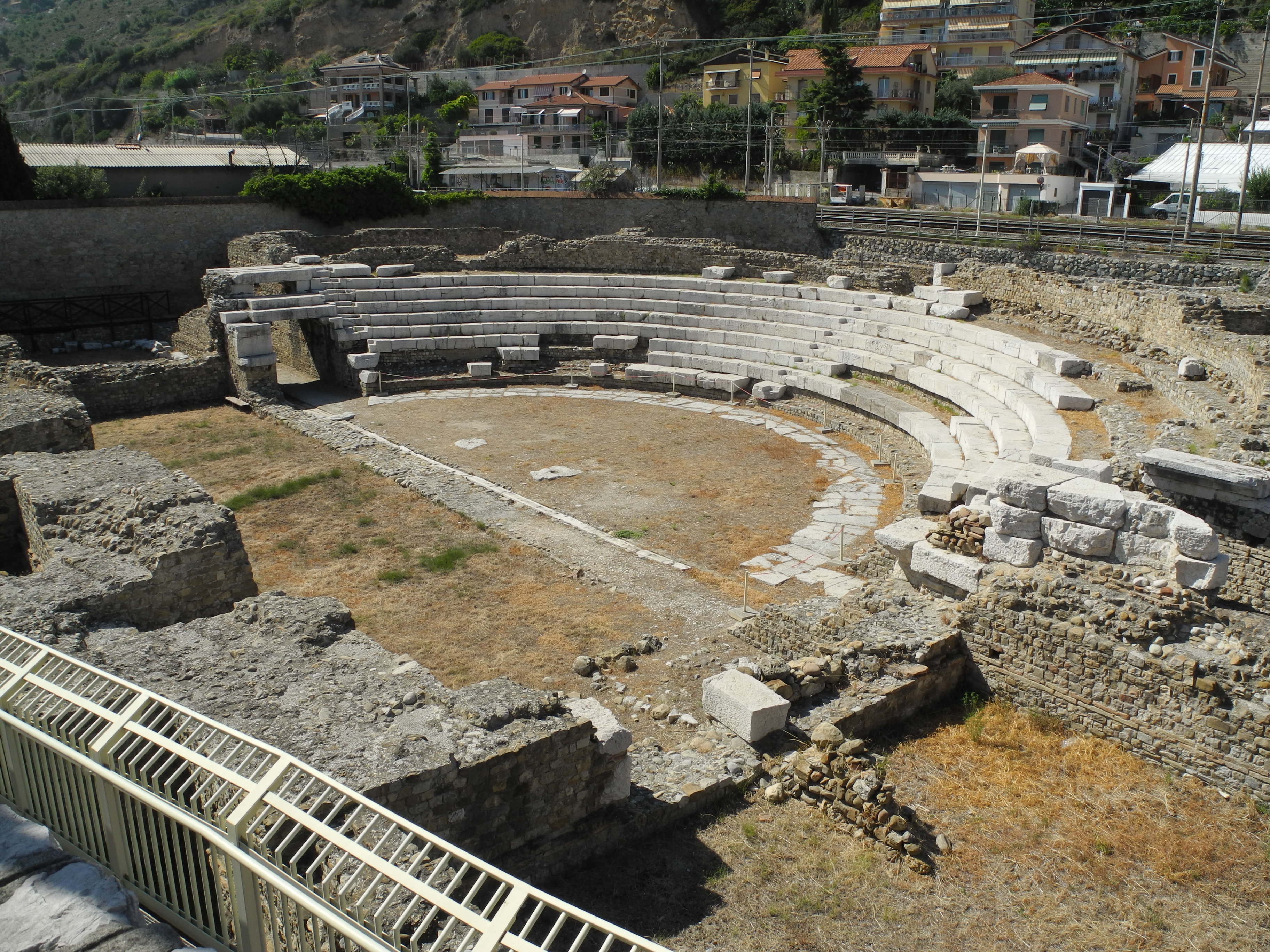
Le théâtre romain d'Albintimilium.

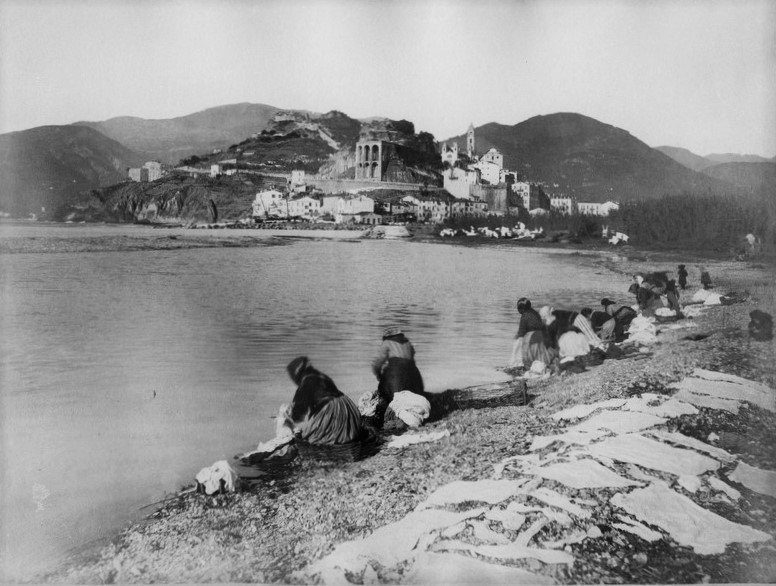
Des lavandières à Vintimille en 1895 (photo de Alfred Noack).

Au lieu-dit I Balzi Rossi (les Rochers rouges), près de la frontière, des grottes ont révélé des restes préhistoriques de « l'Homme de Grimaldi ».
La « Grotte du Prince », mise au jour en 1846 lors des fouilles de Balzi Rossi, est un héritage qui remonte au prince Florestan Ier de Monaco.
Vintimille fut la capitale des Ligures Intemelii, puis une ville romaine appelée Albium Intemelium ou Albintimilium, abandonnée à la période de l'invasion lombarde au profit d'une implantation sur la rive droite de la Roya.
À partir de l'intervention de Pépin le Bref en Italie, en 754, Vintimille fit partie des possessions carolingiennes. Le comté de Vintimille dépend du marquisat de Suse. Vintimille a été la capitale du comté de Vintimille fondé vers 950, s'étendant du mont Agel (au-dessus de Monaco) au Capo Nero (l'actuelle San Remo) et comprenant les vallées de la Roya et de la Bévéra.
Ce comté a été d'abord géré en indivision par les membres de la maison de Vintimille jusqu'au XIIe siècle. En 1222, la république de Gênes s'empare de Vintimille et de la basse vallée de la Roya. Les comtes de Vintimille conservent la haute vallée de la Roya avec Tende comme capitale.
Le comté finit par être partagé entre la Provence et Gênes, lors des conflits entre guelfes et gibelins, d'abord en 1258 (traité d'Aix puis traité de Lucéram).
Ne pouvant reprendre la ville de Vintimille, les comtes de Vintimille échangent en effet avec le comte de Provence Charles d'Anjou leur comté italien contre des possessions provençales, dont la terre de La Verdière (Var).
La branche de Lascaris qui a conservé le titre de comte de Vintimille, après un long conflit avec le comte de Provence, a gardé ses fiefs dans ce qui est aujourd'hui le département des Alpes-Maritimes sous la condition de prêter hommage au comte de Provence.
C'est un siège épiscopal ancien  (une co-cathédrale, partagée avec San Remo).
Le dialecte roman parlé à Vintimille est le ligure intémélien. Le nom de Vintimille lui-même est d'origine intémélienne.
En 1945, lors de la débâcle de l’armée allemande pendant la Seconde Guerre mondiale, la France occupe, contre le droit international  provisoirement la ville et sa région dans le cadre d'une annexion avant de se retirer face à la pression américaine. En contre-partie, en vertu du traité de Paris, des territoires au nord de la vallée de la Roya sont annexés à la France.

## Administration
| Période | Période  | Identité                                              | Étiquette                          | Qualité                 |
| ------- | -------- | ----------------------------------------------------- | ---------------------------------- | ----------------------- |
| 1985    | 1986     | Mario Blanco                                          | Démocratie chrétienne              | Maire                   |
| 1986    | 1986     | Alberto Cassini                                       | Démocratie chrétienne              | Maire                   |
| 1986    | 1987     | Elio Landolfi                                         |                                    | Commissaire             |
| 1987    | 1988     | Pietro Ravera                                         | Démocratie chrétienne              | Maire                   |
| 1988    | 1993     | Albino Ballestra                                      | Démocratie chrétienne              | Maire                   |
| 1993    | 1993     | Guido Pastor                                          | Parti socialiste italien           | Maire                   |
| 1993    | 1994     | Elio Landolfi                                         |                                    | Commissaire             |
| 1994    | 1998     | Claudio Berlengiero                                   | Parti de la refondation communiste | Maire                   |
| 1998    | 2007     | Giorgio Valfrè                                        | Forza Italia                       | Maire                   |
| 2007    | 2012     | Gaetano Scullino                                      | Coalition de centre-droit          | Maire                   |
| 2012    | 2012     | Giovanni Bruno, Antonio Lucio Garufi, Luciana Lucianò |                                    | Commission préfectorale |
| 2012    | 2013     | Giovanni Bruno, Pasquale Aversa, Luciana Lucianò      |                                    | Commission préfectorale |
| 2013    | 2014     | Giuseppe Larosa, Pasquale Aversa, Luciana Lucianò     |                                    | Commission préfectorale |
| 2014    | 2019     | Enrico Ioculano                                       | Parti démocrate                    | Maire                   |
| 2019    | 2022     | Gaetano Scullino                                      | Coalition de centre-droit          | Maire                   |
| 2022    | 2023     | Samuele De Lucia                                      |                                    | Commissaire             |
| 2023    | En cours | Flavio Di Muro                                        | Coalition de centre-droit          | Maire                   |

### Hameaux
Frazioni ou hameaux (avec les distances les séparant de Vintimille) :
Bevera (4,35 km), Calandri (3,86 km), Calvo (6,64 km), Carletti (5,26 km), Case Allavena (5,57 km), Case Roberto (5,97 km), Case Sgorra (5,67 km), Grimaldi (7,23 km), La Mortola (7,09 km), Latte (4,29 km), Mortola Superiore et Mortola Inferiore (7,09 km), Porra (4,98 km), Roverino (0,99 km), San Bernardo (2,57 km), San Lorenzo (4,06 km), Sant'Antonio (5,76 km), Sealza (5,91 km), Seglia (2,92 km), Torri (7,54 km), Trucco (6,03 km), Varase (5,73 km), Verrandi, Villatella (8,34 km).

### Évolution démographique
Habitants recensés

## Communications
Vintimille est l'un des grands seuils de franchissements des Alpes, le seul qui ne soit pas situé en altitude et ne soit donc pas soumis aux aléas climatiques. Le relief est cependant accidenté et la circulation routière peu fluide.

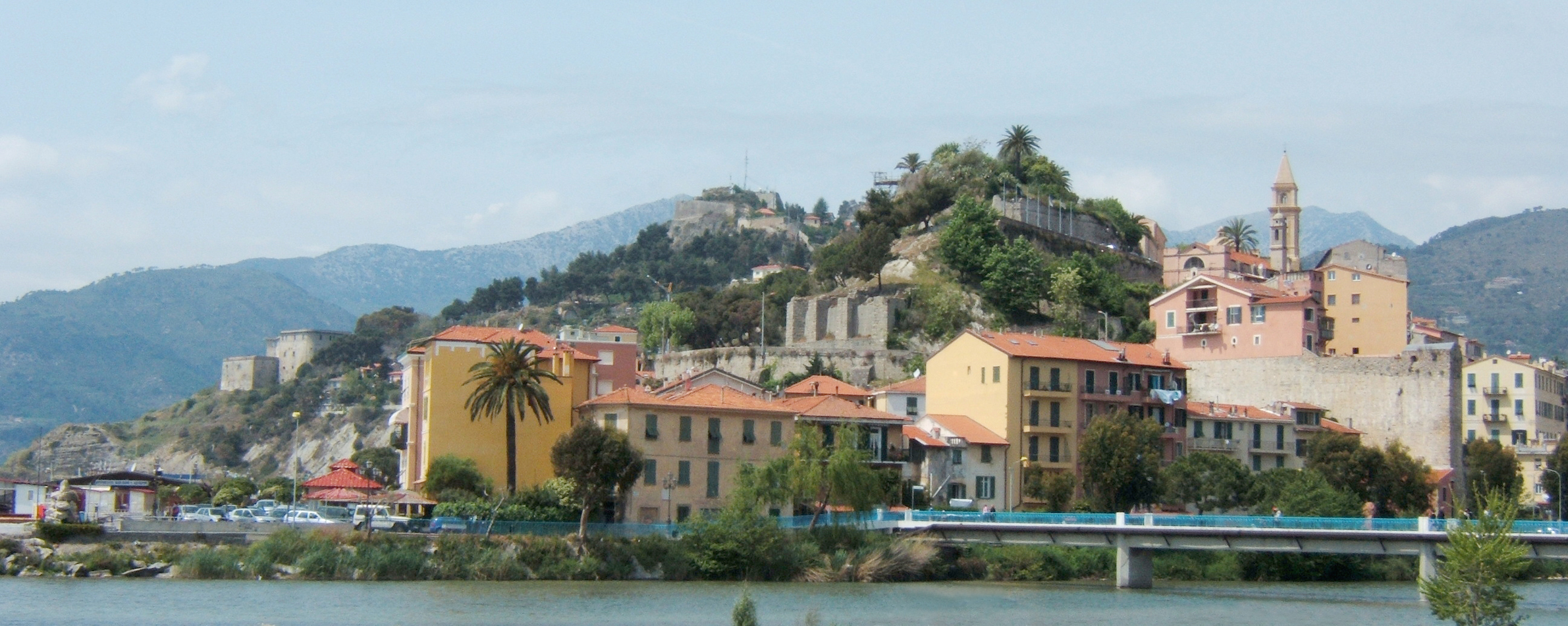
Vieux quartier se trouvant juste à l'ouest de l'embouchure du fleuve Roya, avec, à droite, la passerelle Squarciafichi.

### Routes et autoroutes
Vintimille est desservie par l'autoroute italienne A10, qui relie Gênes à la frontière française (en continuité avec l'autoroute française A8), la Via Aurelia (Strada Statale 1), qui relie Rome à la France (en continuité avec la nationale 7 française), et la S 20, qui vient de Turin par le col de Tende, où elle est relayée en territoire français par la N204, et achève de descendre la vallée de la Roya.

### Chemins de fer
L'éventuelle construction d'une ligne à grande vitesse Gênes - Marseille, voire Gênes - Barcelone, permettrait de donner au chemin de fer une part importante du trafic international, actuellement assuré  principalement par route.
Le changement de traction et de personnel en gare de Vintimille rend les relations internationales assez lentes. De plus, la ligne de Gênes est à voie unique et les croisements y sont difficiles.
Vintimille est une gare internationale, à la jonction de la ligne française de Marseille-Saint-Charles à Vintimille (frontière), de la ligne Vintimille - Gênes italienne, et de la ligne Turin - Vintimille franco-italienne. Les circulations en provenance ou à destination de la Côte d'Azur sont conduites par le personnel français avec un matériel de traction français.
Par ailleurs, et de façon plus marginale, Vintimille est la dernière gare de la ligne de chemin de fer descendant la vallée de la Roya depuis Tende et Coni, en Italie, après avoir franchi le tunnel ferroviaire du col de Tende. À Breil-sur-Roya, cette ligne rejoint la ligne de Tende venant de Nice.

## Culture et patrimoine

### Musée
Le musée archéologique de Vintimille (Museo Civico Archeologico Girolamo Rossi) est installé à proximité de la vieille ville, dans le fort dell'Annunziata dominant la mer. Il présente de riches collections d'archéologie romaine concernant Albintimilium (Vintimille) et sa région. Depuis peu, les parties basses du fort proposent des thématiques complémentaires.

### Églises
- La cathédrale de Vintimille a été érigée durant les XIe et XIIe siècles sur les ruines d’une cathédrale d'époque carolingienne. Elle présente en sous-sol une crypte et un baptistère du XIe, ainsi que des vestiges de l'ancienne cathédrale.
- L'église San Michele du XIe conserve trois bornes milliaires romaines de la Via Julia Augusta, datent pour l'une de la période d'Auguste et pour les deux autres de celle de Caracalla[7].
- L'Oratorio dei Neri (L’oratoire des Noirs) : bâti en 1650 pour la Compagnia della Misericordia, chef-d'œuvre de l'art baroque[8].

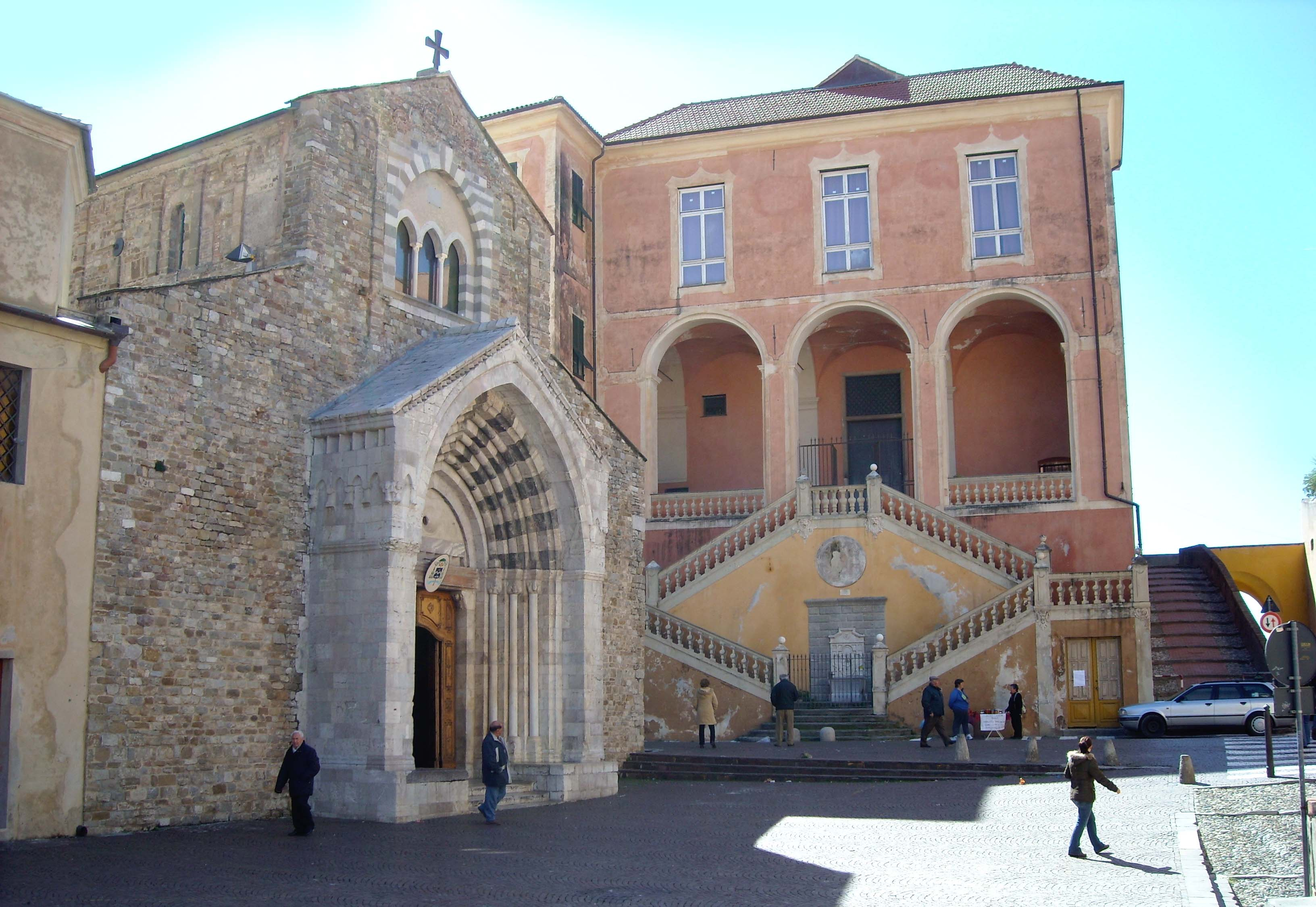
Extérieur de la cathédrale de Vintimille.
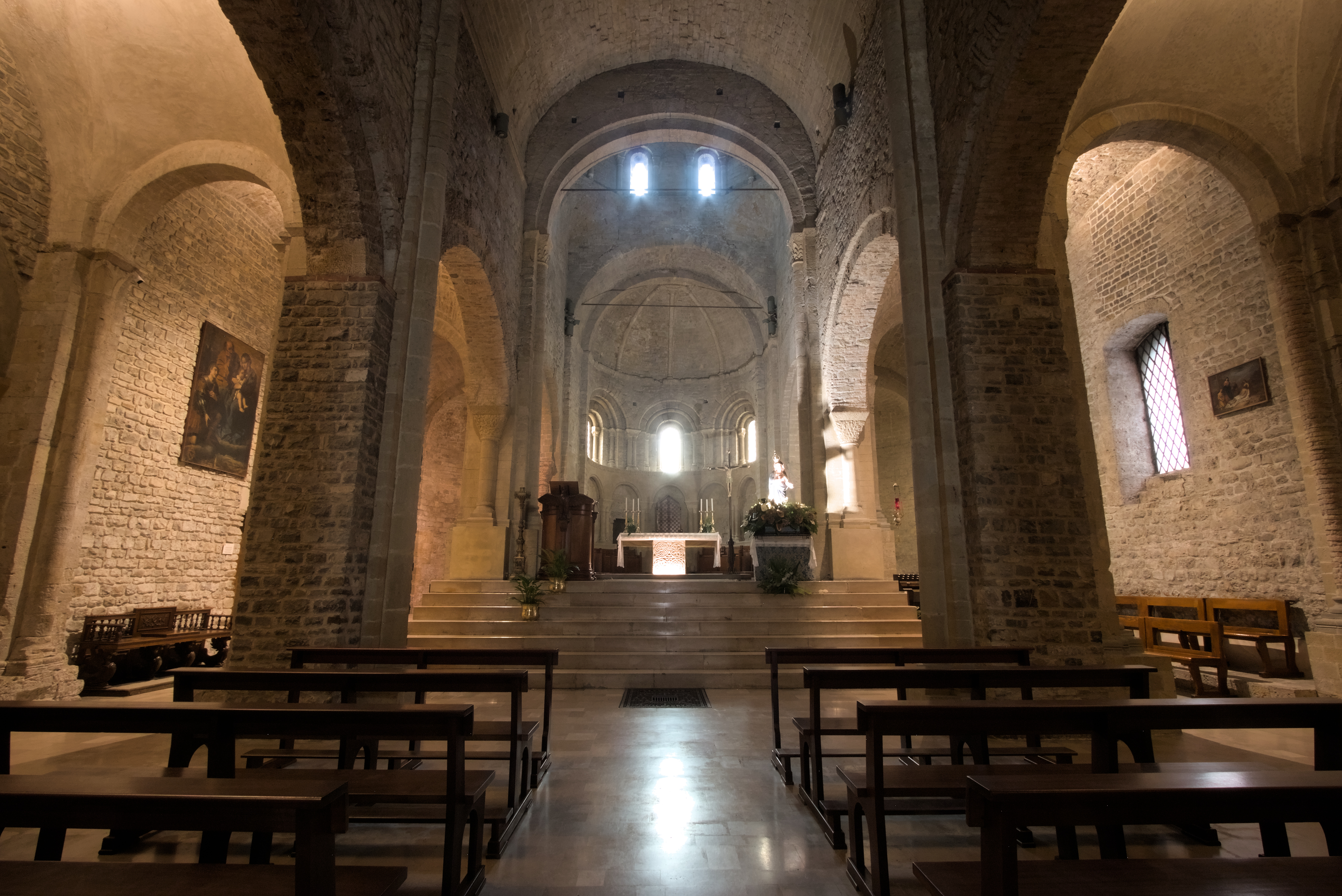
Intérieur de la cathédrale.
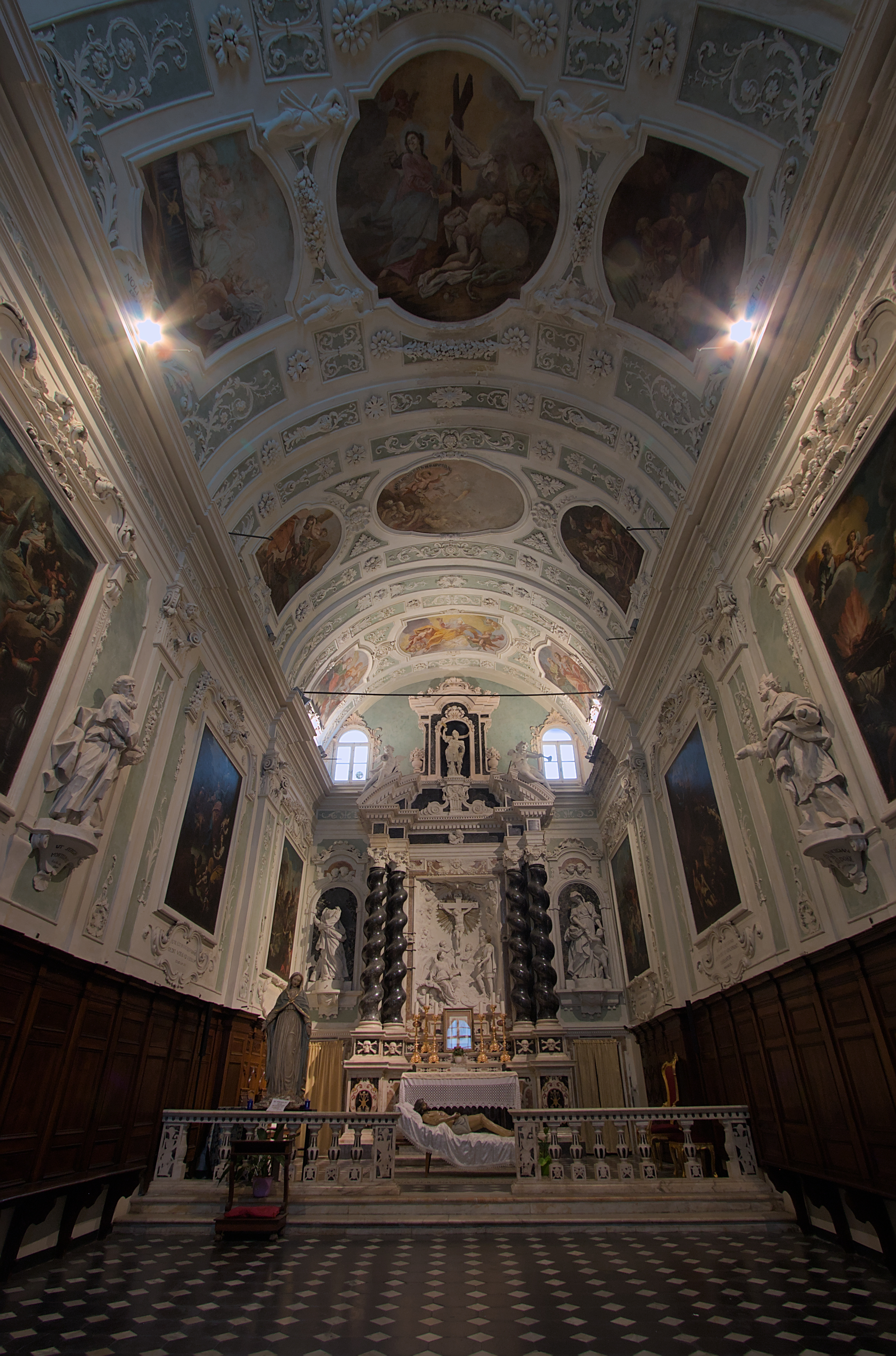
L'Oratorio dei Neri.

### Manifestations
- Le grand marché du vendredi, sur le bord de mer
- La « grande bataille des fleurs » au mois de juillet
- Le marathon de Monaco et des Riviera

### Jardin botanique
- Jardin botanique Hanbury au cap Mortola

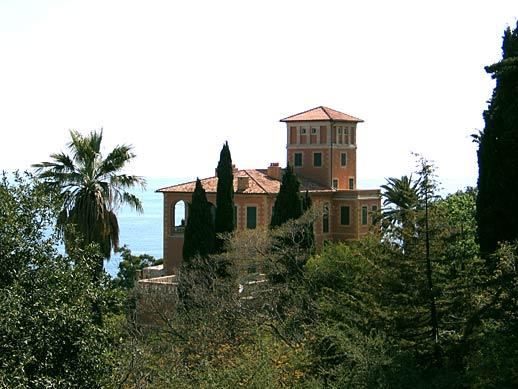
Villa Hanbury.
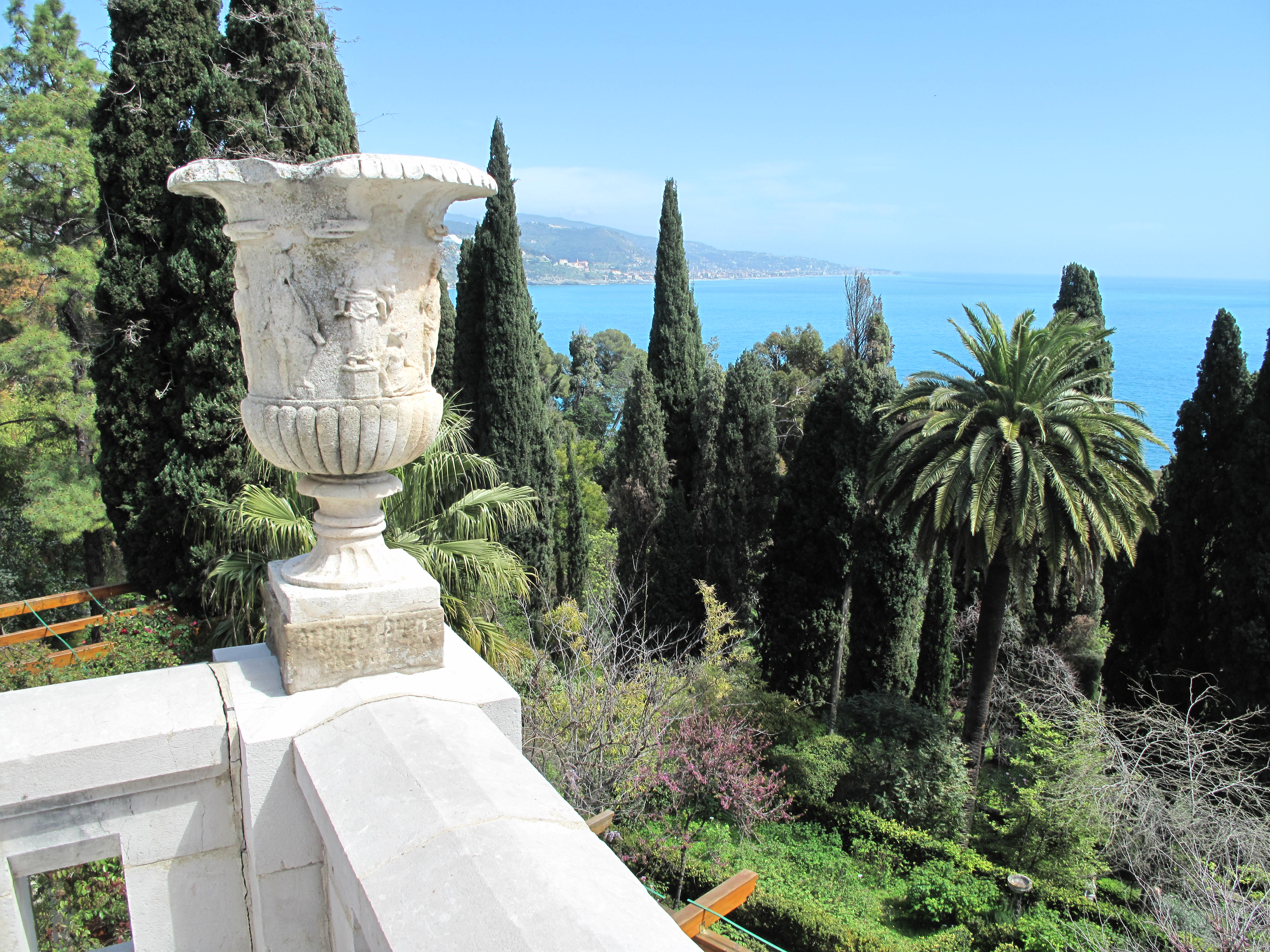
Jardin Botanique.

## Personnalités liées
- Angelico Aprosio (1607-1681), un religieux augustin, érudit et bibliothécaire italien, fondateur de la Biblioteca Aprosiana.